# Jacob Abel
William Jacob Abel (Louisville, 9 de março de 2001) é um automobilista estadunidense que atualmente compete na IndyCar Series dirigindo o Honda nº 51 pela Dale Coyne Racing. Anteriormente, ele competiu na Indy NXT pela Abel Motorsports, sendo vice-campeão em 2024.

## Carreira
Abel migrou para os monopostos em 2017, aos dezesseis anos, quando disputou o Campeonato dos Estados Unidos de Fórmula 4 com a Abel Motorsports. No ano seguinte, ele conciliou a F4 Estadunidense com a temporada inaugural da Fórmula 3 das Américas. Abel conquistaria quatro pódios nas suas primeiras corridas da F3, a caminho de um quarto lugar no campeonato. No início da temporada seguinte, Abel conquistou suas primeiras vitórias em Road Atlanta.
2023 marcou a primeira vez em que Abel saiu da América do Norte para dar sequência à sua carreira de piloto, participando do Campeonato de Fórmula Regional da Oceania de 2023 com a Kiwi Motorsport. Obtendo quatro pódios, Abel foi o terceiro colocado no campeonato. Ele retornou em 2024, fazendo sua primeira aparição durante a Rodada 4 no Euromarque Motorsport Park.

### Road to Indy

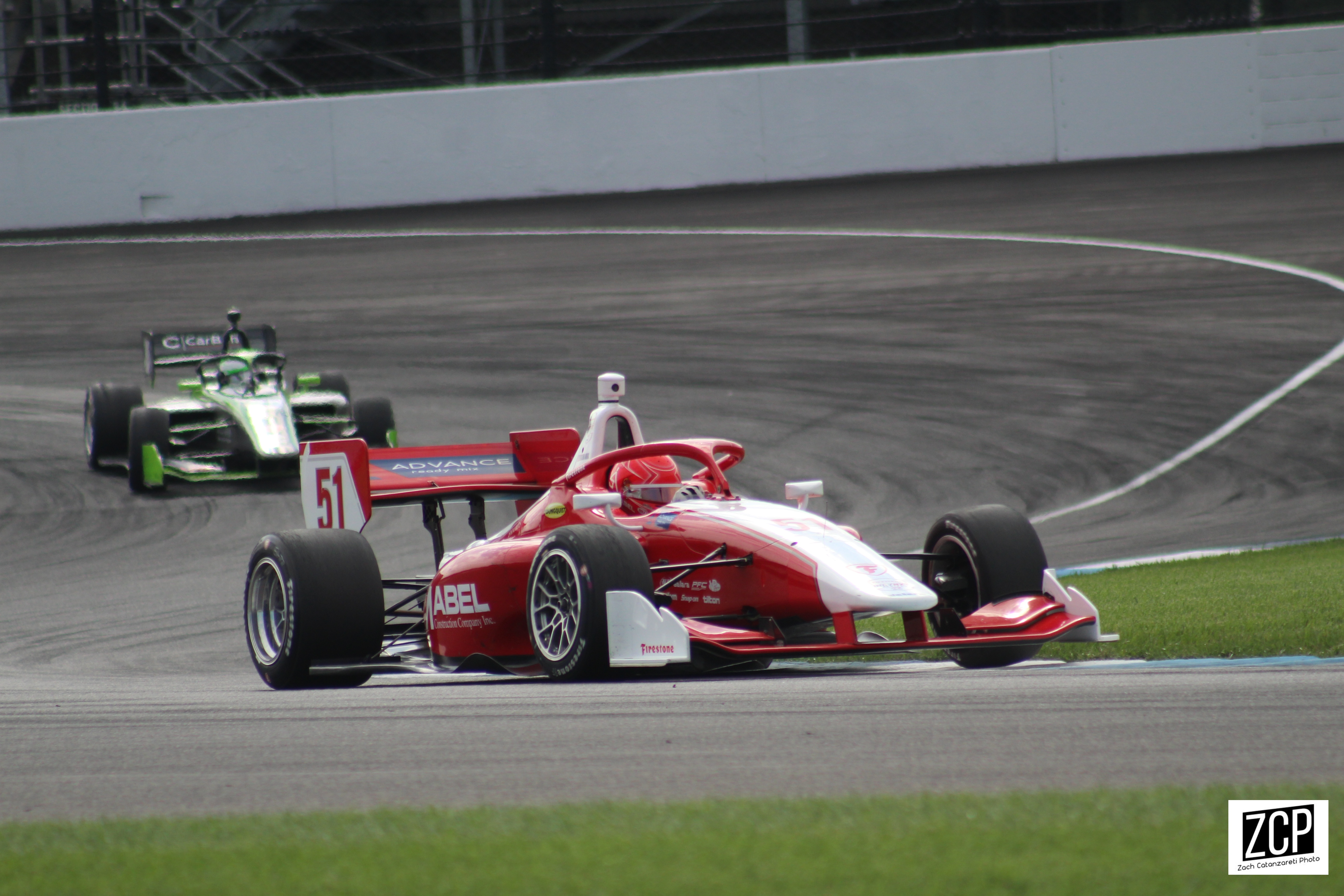
Abel (à frente) durante a prova de Indianápolis da Indy NXT de 2023

Abel fez sua estreia na Road to Indy em julho de 2017 em Mid-Ohio, pilotando pela Newman Wachs Racing em duas corridas na U.S. F2000. Em 2018, ele retornou para mais cinco provas com a equipe de sua família, a Abel Motorsports.
Em 2019, fez a temporada completa da Indy Pro 2000, correndo pelo time de sua família ao lado do canadense Parker Thompson. Abel teve dois quintos lugares como melhores resultados e empatou na pontuação com o mexicano Moisés de la Vara, mas ficou abaixo deste por causa de um quarto lugar que De la Vara conquistou, com Abel encerrando o ano em nono, enquanto seu companheiro Thompson foi o terceiro colocado.
Em 2020, a sua segunda temporada na Indy Pro 2000, Abel participou de apenas dez corridas e conquistou um pódio em Mid-Ohio. Em 2021, Abel voltou a fazer a temporada completa na Indy Pro, onde obteve mais dois pódios, um em Road America e outro em Mid-Ohio, subindo para o sexto lugar.

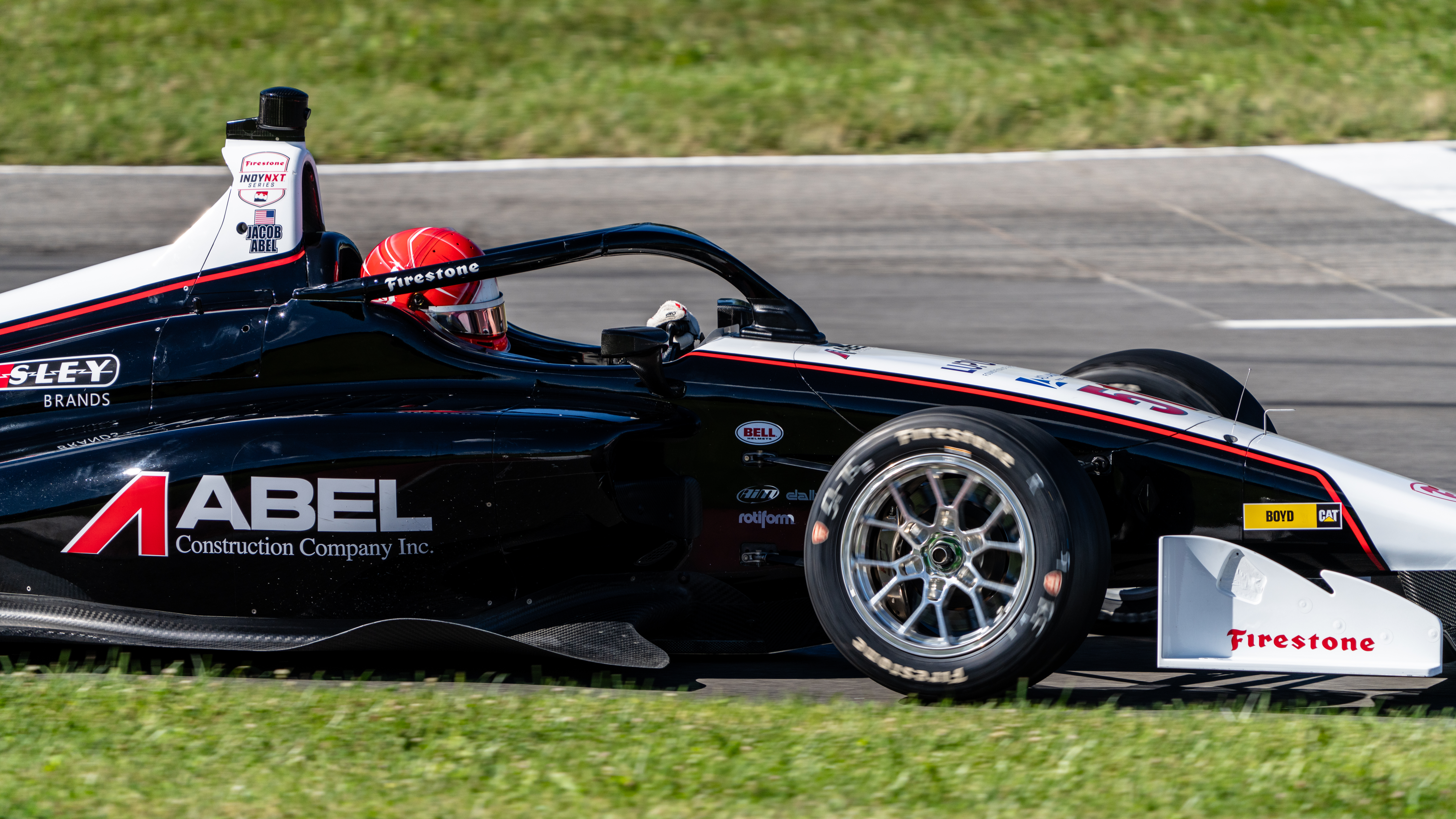
Abel durante a etapa de Mid Ohio da Indy NXT de 2024

Para 2022, Abel subiu para a Indy Lights, mais uma vez com a Abel Motorsports. Ele terminou em oitavo no campeonato durante sua temporada de estreia, chegando ao quarto lugar em Portland e Laguna Seca. Para 2023, Abel voltou à Lights, marcando seu primeiro pódio na corrida de abertura da temporada em St. Petersburg, liderando 27 das 40 voltas antes de cair para o terceiro lugar em uma reinicialização tardia. Ele terminaria em segundo lugar em Road America e Iowa (onde conquistou a pole), com estes sendo seus melhores resultados da temporada, terminando em quinto no campeonato. 
A equipe de Abel e sua família retornou para seu terceiro ano na série em 2024. Foi o segundo colocado na corrida de abertura em St. Petersburg, depois fez uma pole em Barber e liderou todas as voltas até vencer pela primeira vez na agora Indy NXT. Ele repetiu o resultado em Indianapolis, e na corrida de encerramento da temporada, em Portland. Além das três vitórias, Abel obteve três poles e dez pódios, o que o colocou como vice-campeão, com 517 pontos, 122 a menos do que o campeão dominante Louis Foster.

### Carros esportivos
Em março de 2021, Abel foi anunciado como parte da programação de fábrica júnior de 2021 da Honda Performance Development. Como resultado, Abel competiria meio período com a Racers Edge Motorsports no GT World Challenge America. Mais tarde naquela temporada, Abel se juntou à Compass Racing para o evento do IMSA SportsCar no WeatherTech Raceway Laguna Seca, substituindo Jeff Kingsley. No fim de semana seguinte, Abel conquistou sua primeira vitória em máquinas GT3 na corrida nº 1 do evento GT World Challenge America em Watkins Glen.

### IndyCar Series
Em novembro de 2024, Abel participou de um teste da IndyCar no Texas Motor Speedway, pilotando pela Chip Ganassi Racing e impressionando o diretor administrativo da Ganassi, Mike Hull, que defendeu que Abel conseguisse uma vaga na categoria principal para 2025. Isso foi confirmado em 13 de janeiro de 2025, quando foi anunciado que Abel competiria em tempo integral na NTT IndyCar Series para pilotar o Honda nº 51 da Dale Coyne Racing.

## Vida pessoal
Jacob é filho de Bill Abel, dono de uma construtora que pilotou motocross e atualmente administra a Abel Motorsports, equipe das categorias de base da IndyCar, nas quais Jacob guiou ao longo da carreira. Formado pela Trinity High School em Louisville, Jacob Abel frequentou a faculdade em meio período na Butler University enquanto seguia sua carreira de piloto. Formado em marketing, Abel afirmou que sua educação o ajudou a entender os aspectos financeiros e comerciais do automobilismo.

## Resultados

### Resumo da carreira
| Temporada | Categoria                           | Equipe                  | Corridas | Vitórias | Poles | V.M.R | Pódios | Pontos | Posição |
| --------- | ----------------------------------- | ----------------------- | -------- | -------- | ----- | ----- | ------ | ------ | ------- |
| 2017      | Fórmula 4 Estadunidense             | Abel Motorsports        | 19       | 0        | 0     | 0     | 0      | 9      | 24º     |
| 2017      | U.S. F2000                          | Newman Wachs Racing     | 2        | 0        | 0     | 0     | 0      | 14     | 31º     |
| 2018      | Fórmula 3 das Américas              | Abel Motorsports        | 11       | 0        | 0     | 0     | 4      | 124    | 4º      |
| 2018      | Fórmula 4 Estadunidense             | Abel Motorsports        | 12       | 0        | 0     | 0     | 0      | 24     | 15º     |
| 2018      | U.S. F2000                          | Abel Motorsports        | 5        | 0        | 0     | 0     | 0      | 47     | 23º     |
| 2019      | Fórmula 3 das Américas              | Abel Motorsports        | 11       | 2        | 0     | 3     | 8      | 155    | 4º      |
| 2019      | Indy Pro 2000                       | Abel Motorsports        | 14       | 0        | 0     | 0     | 0      | 198    | 9º      |
| 2020      | Fórmula Regional das Américas       | Abel Motorsports        | 17       | 0        | 0     | 0     | 1      | 133    | 5º      |
| 2020      | Indy Pro 2000                       | Abel Motorsports        | 7        | 0        | 0     | 0     | 1      | 107    | 14º     |
| 2021      | Indy Pro 2000                       | Abel Motorsports        | 18       | 0        | 0     | 3     | 2      | 292    | 6º      |
| 2021      | Fórmula Regional das Américas       | Newman Wachs Racing     | 3        | 1        | 0     | 1     | 2      | 43     | 13º     |
| 2021      | Stadium Super Trucks                | Crosley Brands          | 3        | 0        | 0     | 0     | 1      | 39     | 14º     |
| 2021      | GT World Challenge America - Pro-Am | Racers Edge Motorsports | 6        | 1        | 0     | 0     | 2      | 66     | 14º     |
| 2021      | IMSA SportsCar - GTD                | Compass Racing          | 1        | 0        | 0     | 0     | 0      | 204    | 65º     |
| 2022      | Indy Lights                         | Abel Motorsports        | 14       | 0        | 0     | 0     | 0      | 355    | 8º      |
| 2023      | Fórmula Regional da Oceania         | Kiwi Motorsport         | 15       | 0        | 0     | 0     | 4      | 265    | 3º      |
| 2023      | Indy NXT                            | Abel Motorsports        | 14       | 0        | 1     | 0     | 4      | 397    | 5º      |
| 2024      | Indy NXT                            | Abel Motorsports        | 14       | 3        | 3     | 3     | 10     | 517    | 2º      |
| 2024      | Fórmula Regional da Oceania         | mtec Motorsport         | 6        | 0        | 0     | 0     | 1      | 118    | 13º     |
| 2025      | IndyCar Series                      | Dale Coyne Racing       | 15       | 0        | 0     | 0     | 0      | 107    | 27º*    |

(*) Temporada ainda em andamento.

### IndyCar Series
(Legenda)
| Ano  | Equipe            | Chassi       | Nº | Motor     | 1   | 2   | 3   | 4   | 5   | 6    | 7   | 8   | 9   | 10  | 11  | 12  | 13  | 14  | 15  | 16  | 17  | Pos. | Pts. |
| ---- | ----------------- | ------------ | -- | --------- | --- | --- | --- | --- | --- | ---- | --- | --- | --- | --- | --- | --- | --- | --- | --- | --- | --- | ---- | ---- |
| 2025 | Dale Coyne Racing | Dallara DW12 | 51 | Chevrolet | STP | THE | LBH | ALA | IMS | INDY | DET | GTW | ROA | MDO | IOW | IOW | TOR | LAG | POR | MIL | NSH | -    | 0    |

## Links externos
- Estatísticas da carreira de Jacob Abel
- Jacob Abel no Campeonato Indy Pro 2000 Arquivado em 2021-09-17 no Wayback Machine